# Justo Navarro
Justo Navarro Velilla (Granada, 1953) es un escritor, traductor y periodista español.

## Biografía
Justo Navarro nació en Granada, en cuya universidad se licenció en Filología Románica en 1975. Relacionado con la poesía española contemporánea, ha escrito tres libros de poemas, además de varias novelas. Es colaborador ocasional de diarios como El País, y traductor de autores como Paul Auster, Jorge Luis Borges, T. S. Eliot, F. Scott Fitzgerald, Pere Gimferrer, Michael Ondaatje, Joan Perucho, Ben Rice y Virginia Woolf. 

## Trayectoria
Navarro ganó en 1986 el Premio de la Crítica de poesía castellana por Un aviador prevé su muerte. En 1990 también ganó con Accidentes íntimos el Premio Herralde de Novela, concedido por la Editorial Anagrama a una novela inédita en español, y en 1994 ganó el Premio Andalucía de la Crítica con su novela La casa del padre. Colaboró en el guion de la ópera basada en Don Quijote de la Mancha que La Fura dels Baus estrenó en 2000 en el Liceo de Barcelona. En 2016 ha vuelto a ganar el Premio Andalucía de la Crítica con su obra Gran Granada.
Desde 2003, es miembro de la Academia de Buenas Letras de Granada.

## Obras literarias
- Los nadadores (1985, ISBN 84-398-4924-9); poesía.
- Un aviador prevé su muerte (1986, ISBN 84-505-4073-9); poesía.
- El doble del doble (1988, ISBN 84-322-4607-7)
- Hermana muerte (1990, ISBN 84-204-8071-1); novela.
- Accidentes íntimos (1990, ISBN 84-339-0911-8); novela.
- La casa del padre (1994, ISBN 84-339-0972-X); novela.
- Oppi (1998, ISBN 84-08-02837-5)
- El alma del controlador aéreo (2000, ISBN 84-339-2457-5); novela.
- Arthur Batut, fotógrafo (1846-1918), con Serge Negre (2001, ISBN 84-370-4943-1)
- Victoria : una novela negra abandonada, (2004, ISBN 84-7785-613-3)
- Oppi, una obsesión (2005, ISBN 84-204-4454-5)
- F (2006, ISBN 978-84-339-6838-8)
- Finalmusik (2007, ISBN 84-339-7151-4); novela.
- Mi vida social (2010, Pre-Textos, ISBN 978-84-92913-33-6); poesía.
- El espía (2011, ISBN 978-84-339-7226-2); novela.
- Gran Granada (2015, ISBN 978-84-339-9795-1); novela.
- El videojugador. A propósito de la máquina recreativa (2017, ISBN 978-84-339-6412-0)
- Petit Paris  (2019, ISBN 978-84-339-9868-2); novela.
- Bologna Boogie (2021, ISBN 978-84-339-9934-4); novela